# 아우토스트라다 A33
아우토스트라다 A33(이탈리아어: Autostrada A33)은 피에몬테주의 아스티에서 쿠네오까지 이어주는 총연장 54.7 km의 거리를 가진 이탈리아의 고속도로이다. 그러나 이 고속도로는 현재 공사 및 건설중에 있는 것으로 드러나고 있다.